# Silkroad Online
Silkroad Online (även SRO eller Silk) är ett gratis MMORPG. Spelet utspelar sig i Kina. Silkroad började sin utveckling av Joymax 2004, men är fortfarande under utveckling. Den nyaste uppdateringen är 8.

## Spelstil
Spelet liknar de flesta andra MMORPG-spel, det går ut på att skapa sin egen karaktär och bygga upp den och skaffa bättre vapen och utrustning, men till skillnad från andra liknande spel, så väljer man inte en speciell klass och sida från början, utan alla börjar spelet likadant. Man kan sedan utveckla sin karaktär genom att välja bland ett urval av tekniker, och specialisera sig inom ett visst vapen.
Man kan spela i Kina eller Europa. Vapen, magi och specialiseringar skiljer sig åt.
Spelet går ut på att man ska göra uppdrag som gör att man går i level. Uppdragen kan vara från att döda ett visst antal monster till att frakta saker åt ens uppdragsgivare. När man gjort klart ett uppdrag, går man tillbaka till sin uppdragsgivare och får då någonting i gengäld i form av poäng som gör att ens karaktär kan gå upp i level. Man kan även få svärd eller andra ting som hjälper en att bli bättre och starkare mot de monster man möter på vägen. Vissa vapen går inte att köpa, de får man genom att döda och söka igenom monstren man dödar. De vapnen är bättre än de man kan köpa hos en hantverkare. 
Det finns många som fuskar och inte spelar spelet som det ska spelas utan tar hjälp av spelare i högre level. Då går de in i party (spelare går ihop och hjälper varandra för att snabbare kunna spela eller hjälpa varandra med uppdrag) och bara sätter sig på ett ställe och de andra spelarna i högre level springer runt och dödar monstren. De som bara sitter får då poäng som gör att de går upp i level utan att de gör något.
Ifall man dödar någon blir man efterlyst. Är man efterlyst så får ens karaktär en helt annan status som gör att andra spelare kan döda ens karaktär. Efter en viss tid i spelet och om man har undvikit andra spelare, försvinner ens status och återgår till den vanliga statusen som man hade innan man dödade den andra spelaren. När detta är gjort kan man återgå till spelet och fortsätta med sina uppdrag.

## Yrken
I Silkroad finns det två olika yrken att välja bland, men man behöver inte specialisera sig inom ett yrke, och man kan agera inom båda två.
- Jägare (hunter) upprätthåller lagen i Silkroad, deras uppgift är att hindra tjuvar och döda folk som är efterlysta. Vanligen skyddar de handelsmännen ifrån tjuvar.

- Tjuv (thief) vars enda uppgift är att ta varor från handelsmännen, för att sedan sälja dem själv.

## Valuta
I spelet finns det två valutor, guld som är den vanliga valutan i spelet, detta får man tag i i spelet, Silk köper man för riktiga pengar och gör att man kan köpa mer exklusiva tillbehör tex starkare vapen än de man kan skaffa genom spelets valuta.